# Unione Sportiva Lecce 2012-2013
Questa voce raccoglie le informazioni riguardanti l'Unione Sportiva Lecce nelle competizioni ufficiali della stagione 2012-2013.

## Stagione
Nella stagione 2012-2013 il Lecce è neoretrocesso il Lega Pro per calcioscommesse. Il 25 ottobre 2012, il nuovo presidente giallorosso diventa Savino Tesoro, imprenditore pugliese. Dopo un inizio di girone d'andata dominato, il Lecce subisce un calo verso dicembre, che porta all'esonero dell'allenatore Franco Lerda. Al suo posto arriva il tecnico della Berretti Antonio Toma che, nonostante un miglioramento nel gioco e nei risultati, perderà lo scontro diretto per il primo posto contro il Trapani. La squadra conclude la stagione al secondo posto e in seguito perderà anche i play-off promozione nella finale contro il Carpi.

## Divise e sponsor
Lo sponsor tecnico per la stagione 2012-2013 è Asics, mentre lo sponsor ufficiale è Betitaly.
| 1° Maglia | 2° Maglia | 3° Maglia |

## Rosa
| N. |                       | Ruolo | Calciatore                           |
| -- | --------------------- | ----- | ------------------------------------ |
|    | Italia (bandiera)     | P     | Massimiliano Benassi (vice capitano) |
|    | Italia (bandiera)     | P     | Marco Bleve                          |
|    | Italia (bandiera)     | P     | Davide Petrachi                      |
|    | Italia (bandiera)     | D     | Dario D'Ambrosio                     |
|    | Italia (bandiera)     | D     | Roberto Di Maio                      |
|    | Brasile (bandiera)    | D     | Marcus Diniz                         |
|    | Italia (bandiera)     | D     | Andrea Esposito                      |
|    | Montenegro (bandiera) | D     | Ivan Fatić                           |
|    | Italia (bandiera)     | D     | Stefano Ferrario                     |
|    | Costa Rica (bandiera) | D     | Gilberto Martínez                    |
|    | Italia (bandiera)     | D     | Giovanni Tomi                        |
|    | Brasile (bandiera)    | D     | Ronaldo Vanin                        |
|    | Brasile (bandiera)    | D     | Vinicius Gouvea                      |
|    | Uruguay (bandiera)    | C     | Mariano Bogliacino                   |
|    | Italia (bandiera)     | C     | Francesco De Rose                    |

| N. |                     | Ruolo | Calciatore                      |
| -- | ------------------- | ----- | ------------------------------- |
|    | Uruguay (bandiera)  | C     | Guillermo Giacomazzi (capitano) |
|    | Albania (bandiera)  | C     | Ledian Memushaj                 |
|    | Italia (bandiera)   | C     | Giacomo Zappacosta              |
|    | Cile (bandiera)     | A     | Nelson Bustamante               |
|    | Uruguay (bandiera)  | A     | Ernesto Chevantón               |
|    | Italia (bandiera)   | A     | Cosimo Chiricò                  |
|    | Italia (bandiera)   | A     | Francesco Di Mariano            |
|    | Francia (bandiera)  | A     | Ousmane Dramé                   |
|    | Italia (bandiera)   | A     | Filippo Falco                   |
|    | Italia (bandiera)   | A     | Salvatore Foti                  |
|    | Brasile (bandiera)  | A     | Jeda                            |
|    | Italia (bandiera)   | A     | Giancarlo Malcore               |
|    | Brasile (bandiera)  | A     | Inacio Piá                      |
|    | Svizzera (bandiera) | A     | Marco Rosafio                   |

## Calciomercato

### Sessione estiva(dall'1/7 al 10/9/2012)
| Acquisti | Acquisti           | Acquisti          | Acquisti                         |
| Ruolo    | Nome               | da                | Modalità                         |
| -------- | ------------------ | ----------------- | -------------------------------- |
| D        | Giacomo Ligorio    | Atletico Trivento | fine prestito                    |
| D        | Matteo Legittimo   | Südtirol          | fine prestito                    |
| C        | Bryan Bergougnoux  | Omonia            | fine prestito                    |
| D        | Stefano Ferrario   | Parma             | fine prestito                    |
| A        | Cosimo Chiricò     | Lanciano          | fine prestito                    |
| A        | Vittorio Triarico  | Campobasso        | fine prestito                    |
| D        | Antonio Mazzotta   | Crotone           | fine prestito                    |
| A        | Daniele Cacia      | Padova            | fine prestito                    |
| A        | Jeda               | Novara            | fine prestito                    |
| C        | Filippo Falco      | Pavia             | fine prestito                    |
| D        | Fabio Romeo        | Isola Liri        | riscatto comproprietà            |
| A        | David Speziale     | Milan             | fine prestito                    |
| A        | Ernesto Chevantón  | Colón (SF)        | svincolato                       |
| D        | Marcus Diniz       | Milan             | prestito con diritto di riscatto |
| C        | Ledian Memushaj    | Chievo            | comproprietà                     |
| A        | Piá                | Pergocrema        | svincolato                       |
| C        | Mariano Bogliacino | Bari              | svincolato                       |
| C        | Carmine Palumbo    | Pro Patria        | definitivo                       |
| D        | Ronaldo Vanin      | Sorrento          | svincolato                       |
| D        | Vinicius Gouvea    | Guaratinguetá     | svincolato                       |
| D        | Giovanni Tomi      | Foggia            | svincolato                       |
| C        | Francesco De Rose  | Reggina           | prestito con diritto di riscatto |
| A        | Salvatore Foti     | Sampdoria         | definitivo                       |
| D        | Roberto Di Maio    | Nocerina          | definitivo                       |
| C        | Giacomo Zappacosta | Barletta          | prestito                         |
| D        | Daniel Semenzato   |                   | svincolato                       |
| A        | Nelson Bustamante  |                   | svincolato                       |

| Cessioni | Cessioni            | Cessioni         | Cessioni                                            |
| Ruolo    | Nome                | a                | Modalità                                            |
| -------- | ------------------- | ---------------- | --------------------------------------------------- |
| C        | Luca Di Matteo      | Palermo          | fine prestito                                       |
| A        | Valeri Bojinov      | Sporting Lisbona | fine prestito                                       |
| A        | Luis Muriel         | Udinese          | fine prestito                                       |
| A        | Haris Seferović     | Fiorentina       | fine prestito                                       |
| C        | Manuel Giandonato   | Juventus         | fine prestito                                       |
| D        | Massimo Oddo        | Milan            | fine prestito                                       |
| C        | Christian Obodo     | Udinese          | fine prestito                                       |
| C        | Juan Cuadrado       | Udinese          | fine prestito                                       |
| P        | Júlio Sérgio        | Roma             | fine prestito                                       |
| D        | Nenad Tomović       | Genoa            | fine prestito                                       |
| C        | Andrea Bertolacci   | Roma             | fine prestito                                       |
| D        | Leonardo Migliónico | Racing Club      | svincolato                                          |
| D        | Moris Carrozzieri   | Varese           | svincolato                                          |
| D        | Giacomo Ligorio     | L’Aquila         | comproprietà                                        |
| D        | Davide Brivio       | Atalanta         | definitivo                                          |
| A        | David Di Michele    | Chievo           | svincolato                                          |
| D        | Gianmarco Ingrosso  | L’Aquila         | definitivo                                          |
| D        | Leonardo Nunzella   | Paganese         | prestito                                            |
| C        | Manuele Blasi       | Pescara          | svincolato                                          |
| C        | Ignacio Piatti      | San Lorenzo      | svincolato                                          |
| A        | Luigi Falcone       | Lanciano         | prestito con diritto di riscatto della comproprietà |
| A        | Vittorio Triarico   | L’Aquila         | prestito                                            |
| C        | Carlos Grossmüller  | Peñarol          | svincolato                                          |
| C        | Alessio Esposito    | Sorrento         | prestito con diritto di riscatto della comproprietà |
| A        | David Speziale      | Nocerina         | prestito                                            |
| C        | Bryan Bergougnoux   | Tours            | svincolato                                          |
| C        | Gennaro Delvecchio  | Grosseto         | definitivo                                          |
| A        | Daniele Cacia       | Verona           | definitivo                                          |
| D        | Antonio Mazzotta    | Crotone          | comproprietà                                        |
| A        | Daniele Corvia      | Brescia          | prestito con diritto di riscatto                    |
| D        | Fabio Romeo         | Barletta         | definitivo                                          |
| A        | Edward Ofere        |                  | svincolato                                          |

### Sessione invernale(dal 3/1 al 31/1/2013)
| Acquisti | Acquisti          | Acquisti   | Acquisti      |
| Ruolo    | Nome              | da         | Modalità      |
| -------- | ----------------- | ---------- | ------------- |
| D        | Gilberto Martínez | svincolato | definitivo    |
| D        | Dario D'Ambrosio  | Lumezzane  | definitivo    |
| A        | David Speziale    | Nocerina   | fine prestito |
| A        | Ousmane Dramé     | Padova     | prestito      |
| D        | Ivan Fatić        | Chievo     | prestito      |

| Cessioni | Cessioni         | Cessioni   | Cessioni   |
| Ruolo    | Nome             | a          | Modalità   |
| -------- | ---------------- | ---------- | ---------- |
| D        | Matteo Legittimo | Ascoli     | prestito   |
| A        | David Speziale   | Verona     | prestito   |
| P        | Ugo Gabrieli     | Casale     | definitivo |
| D        | Daniel Semenzato | Treviso    | definitivo |
| C        | Carmine Palumbo  | Pro Patria | prestito   |

## Risultati

### Lega Pro Prima Divisione

#### Girone di andata
| Arbitro: | Marini (Roma) |

|                                      |           |                               |
| Bogliacino 13’ Jeda 15’ Memushaj 31’ | Marcatori | 47’ Alb. Filippini 54’ Djuric |

| Arbitro: | Brasi (Seregno) |

|                    |           |                                |
| Fantini 21’ (rig.) | Marcatori | 10’ A. Esposito 40’ Bogliacino |

| Arbitro: | Chiffi (Padova) |

|                      |           |  |
| Foti 62’ Chiricò 78’ | Marcatori |  |

| Arbitro: | Bruno (Torino) |

|                         |           |                                   |
| N. Tarantino 30’ (rig.) | Marcatori | 21’ Chiricò 69’ Foti 87’ Memushaj |

| Arbitro: | Lanza (Nichelino) |

|                        |           |  |
| Diniz 12’ F. Falco 47’ | Marcatori |  |

| Arbitro: | Aversano (Treviso) |

|                              |           |                      |
| Tremolada 56’ (rig.) Cia 79’ | Marcatori | 30’ Foti 49’ De Rose |

| Arbitro: | Cifelli (Campobasso) |

|                                 |           |                               |
| Foti 18’, 25’, 64’ F. Falco 75’ | Marcatori | 67’ M. Russo 81’ Alb. Bianchi |

| Arbitro: | Ripa (Nocera Inferiore) |

|  |           |          |
|  | Marcatori | 15’ Foti |

| Arbitro: | Saia (Palermo) |

|                          |           |          |
| Torri 61’ D'Ambrosio 72’ | Marcatori | 56’ Foti |

| Arbitro: | Sacchi (Macerata) |

|                          |           |                 |
| Piá 28’ (rig.) Vanin 61’ | Marcatori | 19’ Patacchiola |

| Arbitro: | Aureliano (Bologna) |

|                            |           |                    |
| G. Beretta 30’, 59’ (rig.) | Marcatori | 8’, 45’ Bogliacino |

| 18 novembre 2012 12ª giornata |  | – Turno di riposo Lecce |  |  |

| Arbitro: | Minelli (Varese) |

|                                      |           |             |
| Memushaj 45+3’ (rig.) Giacomazzi 84’ | Marcatori | 2’ Matteini |

| Arbitro: | Benassi (Bologna) |

|                                                    |           |  |
| Miracoli 15’, 79’ Malgrati 66’ Montella 84’ (rig.) | Marcatori |  |

| Arbitro: | Abisso (Palermo) |

|  |           |          |
|  | Marcatori | 85’ Pasi |

| Arbitro: | Maresca (Napoli) |

|                 |           |  |
| Arma 78’ (rig.) | Marcatori |  |

| Lecce 22 dicembre 2012, ore 14:30 CEST 17ª giornata | Lecce          | 0 – 0 | AlbinoLeffe | Stadio Via del Mare (4.275 spett.)\| Arbitro: \| Bruno (Torino) \| |
| Arbitro:                                            | Bruno (Torino) |       |             |                                                                    |

#### Girone di ritorno
| Arbitro: | Ghersini (Genova) |

|                       |           |                |
| M. Carlini 56’ (rig.) | Marcatori | 12’ Zappacosta |

| Arbitro: | Merlino (Udine) |

|                               |           |  |
| Piá 51’ Bogliacino 88’ (rig.) | Marcatori |  |

| Arbitro: | D'Angelo (Ascoli Piceno) |

|                               |           |                |
| Capellini 5’ M. Coda 24’, 65’ | Marcatori | 37’ Bogliacino |

| Arbitro: | Verdenelli (Foligno) |

|                              |           |                         |
| Bogliacino 3’ Giacomazzi 27’ | Marcatori | 54’ (rig.) N. Tarantino |

| Arbitro: | Intagliata (Siracusa) |

|  |           |                                                 |
|  | Marcatori | 23’ Giacomazzi 27’ (rig.) Chevanton 90’ De Rose |

| Arbitro: | Rocca (Vibo Valentia) |

|                              |           |  |
| Giacomazzi 33’ Chevanton 90’ | Marcatori |  |

| Arbitro: | Saia (Palermo) |

|                             |           |                         |
| Tomi 7’ (aut.) D. Rosso 58’ | Marcatori | 42’ De Rose 65’ Chiricò |

| Arbitro: | Ghersini (Genova) |

|                      |           |                     |
| Bogliacino 5’ (rig.) | Marcatori | 23’, 63’ M. Mancosu |

| Arbitro: | Rapuano (Rimini) |

|                                                               |           |  |
| De Rose 1’ Bogliacino 14’ (rig.) Jeda 39’, 41’ Zappacosta 84’ | Marcatori |  |

| Portogruaro 17 marzo 2013, ore 15:00 CEST 27ª giornata | Portogruaro      | 0 – 0 | Lecce | Stadio Piergiovanni Mecchia (1.200 spett.)\| Arbitro: \| Maresca (Napoli) \| |
| Arbitro:                                               | Maresca (Napoli) |       |       |                                                                              |

| Arbitro: | Mangialardi (Pistoia) |

|                |           |  |
| Giacomazzi 22’ | Marcatori |  |

| 7 aprile 2013 29ª giornata |  | – Turno di riposo Lecce |  |  |

| Arbitro: | Minelli (Varese) |

|  |           |               |
|  | Marcatori | 45’, 71’ Jeda |

| Arbitro: | Bindoni (Venezia) |

|                          |           |  |
| Piá 27’, 38’ Chiricò 70’ | Marcatori |  |

| Arbitro: | Bruno (Torino) |

|                    |           |                           |
| Bassoli 11’ (rig.) | Marcatori | 12’ Chiricò 77’ Chevanton |

| Arbitro: | Cifelli (Campobasso) |

|                           |           |             |
| Chevanton 45’ (rig.), 77’ | Marcatori | 4’, 8’ Arma |

| Arbitro: | Chiffi (Padova) |

|                          |           |               |
| Girasole 59’ Pesenti 74’ | Marcatori | 4’ Bogliacino |

### Play-off
| Arbitro: | Saia (Palermo) |

|              |           |                   |
| H. Garin 75’ | Marcatori | 90’ D. D'Ambrosio |

| Arbitro: | Ripa (Nocera Inferiore) |

|                         |           |               |
| Chevanton 23’ Vanin 27’ | Marcatori | 72’ Vannucchi |

| Arbitro: | Maresca (Napoli) |

|            |           |  |
| Kabine 72’ | Marcatori |  |

| Arbitro: | Ghersini (Genova) |

|               |           |            |
| Bogliacino 2’ | Marcatori | 74’ Kabine |

### Coppa Italia

#### Secondo turno
| Arbitro: | Castrignanò (Brindisi) |

|                                           |           |             |
| Corvia 38’ (rig.) Giacomazzi 79’ Jeda 89’ | Marcatori | 39’ Capogna |

#### Terzo turno
| Arbitro: | Bergonzi (Genova) |

|                                                    |           |                            |
| Sgrigna 3’ Ferrario 14’ (aut.) R. Bianchi 67’, 75’ | Marcatori | 40’ Jeda 74’ (rig.) Corvia |

### Coppa Italia Lega Pro

#### Primo turno
| Arbitro: | Ripa (Nocera Inferiore) |

|                         |           |                |
| Di Maio 39’ Rosafio 65’ | Marcatori | 42’ Provenzano |

#### Secondo turno
| Arbitro: | Caso (Verona) |

|  |           |             |
|  | Marcatori | 25’ Malcore |

#### Terzo turno
| Arbitro: | Lacagnina (Caltanissetta) |

|                                                                  |           |               |
| Foti 21’ Chiricò 43’ Memushaj 45+3’ Bustamante 49’ Malcore 90+2’ | Marcatori | 56’ Calderini |

| Arbitro: | Chiffi (Padova) |

|                          |           |              |
| Politano 10’ Moscati 37’ | Marcatori | 23’ Memushaj |

#### Semifinali
| Arbitro: | Benassi (Bologna) |

|  |           |                        |
|  | Marcatori | 3’ Agius 84’ Ricciardi |

| Arbitro: | Sacchi (Macerata) |

|                      |           |                       |
| Jefferson 54’ (rig.) | Marcatori | 6’ F. Falco 47’ Dramé |

## Statistiche

### Statistiche di squadra
| Competizione             | Punti | In casa | In casa | In casa | In casa | In casa | In casa | In trasferta | In trasferta | In trasferta | In trasferta | In trasferta | In trasferta | Totale | Totale | Totale | Totale | Totale | Totale | DR  |
| Competizione             | Punti | G       | V       | N       | P       | Gf      | Gs      | G            | V            | N            | P            | Gf           | Gs           | G      | V      | N      | P      | Gf     | Gs     | DR  |
| ------------------------ | ----- | ------- | ------- | ------- | ------- | ------- | ------- | ------------ | ------------ | ------------ | ------------ | ------------ | ------------ | ------ | ------ | ------ | ------ | ------ | ------ | --- |
| Lega Pro Prima Divisione | 61    | 16      | 12      | 2       | 2       | 33      | 12      | 16           | 6            | 5            | 5            | 23           | 22           | 32     | 18     | 7      | 7      | 56     | 34     | +22 |
| Coppa Italia             | -     | 1       | 1       | 0       | 0       | 3       | 1       | 1            | 0            | 0            | 1            | 2            | 4            | 2      | 1      | 0      | 1      | 5      | 5      | 0   |
| Coppa Italia Lega Pro    | -     | 3       | 2       | 0       | 1       | 7       | 4       | 3            | 2            | 0            | 1            | 4            | 3            | 6      | 4      | 0      | 2      | 11     | 7      | +4  |
| Play-Off Promozione      | -     | 2       | 1       | 1       | 0       | 3       | 2       | 2            | 0            | 1            | 1            | 1            | 2            | 4      | 1      | 2      | 1      | 4      | 4      | 0   |
| Totale                   | -     | 22      | 16      | 3       | 3       | 46      | 19      | 22           | 8            | 6            | 8            | 30           | 31           | 44     | 24     | 9      | 11     | 76     | 50     | +26 |

### Statistiche dei giocatori
In corsivo i giocatori ceduti a stagione in corso.
| Giocatore        | Lega Pro Prima divisione + Play-Off | Lega Pro Prima divisione + Play-Off | Lega Pro Prima divisione + Play-Off | Lega Pro Prima divisione + Play-Off | Coppa Italia | Coppa Italia | Coppa Italia | Coppa Italia | Coppa Italia Lega Pro | Coppa Italia Lega Pro | Coppa Italia Lega Pro | Coppa Italia Lega Pro | Totale   | Totale | Totale      | Totale     |
| Giocatore        | Presenze                            | Reti                                | Ammonizioni                         | Espulsioni                          | Presenze     | Reti         | Ammonizioni  | Espulsioni   | Presenze              | Reti                  | Ammonizioni           | Espulsioni            | Presenze | Reti   | Ammonizioni | Espulsioni |
| ---------------- | ----------------------------------- | ----------------------------------- | ----------------------------------- | ----------------------------------- | ------------ | ------------ | ------------ | ------------ | --------------------- | --------------------- | --------------------- | --------------------- | -------- | ------ | ----------- | ---------- |
| M. Benassi       | 35                                  | -38                                 | 2                                   | 0                                   | 2            | -5           | 0            | 0            | 1                     | -2                    | 0                     | 0                     | 38       | -45    | 2           | 0          |
| M. Bleve         | 0                                   | -0                                  | 0                                   | 0                                   | 0            | -0           | 0            | 0            | 1                     | -1                    | 0                     | 0                     | 1        | -1     | 0           | 0          |
| M. Bogliacino    | 30                                  | 11                                  | 1                                   | 0                                   | 2            | 0            | 0            | 0            | 0                     | 0                     | 0                     | 0                     | 32       | 11     | 1           | 0          |
| N. Bustamante    | 4                                   | 0                                   | 1                                   | 0                                   | 0            | 0            | 0            | 0            | 4                     | 1                     | 0                     | 0                     | 8        | 1      | 1           | 0          |
| E. J. Chevantón  | 14                                  | 6                                   | 5                                   | 0                                   | 0            | 0            | 0            | 0            | 2                     | 0                     | 0                     | 0                     | 16       | 6      | 5           | 0          |
| C. Chiricò       | 28                                  | 5                                   | 5                                   | 0                                   | 0            | 0            | 0            | 0            | 2                     | 1                     | 1                     | 0                     | 30       | 6      | 6           | 0          |
| D. Corvia        | 0                                   | 0                                   | 0                                   | 0                                   | 2            | 2            | 0            | 0            | 0                     | 0                     | 0                     | 0                     | 2        | 2      | 0           | 0          |
| D. D'Ambrosio    | 6                                   | 1                                   | 0                                   | 0                                   | 0            | 0            | 0            | 0            | 1                     | 0                     | 0                     | 0                     | 7        | 1      | 0           | 0          |
| F. De Rose       | 27                                  | 4                                   | 7                                   | 0                                   | 0            | 0            | 0            | 0            | 3                     | 0                     | 2                     | 0                     | 30       | 4      | 9           | 0          |
| G. Delvecchio    | 0                                   | 0                                   | 0                                   | 0                                   | 2            | 0            | 1            | 0            | 0                     | 0                     | 0                     | 0                     | 2        | 0      | 1           | 0          |
| R. Di Maio       | 22                                  | 0                                   | 7                                   | 0                                   | 0            | 0            | 0            | 0            | 3                     | 1                     | 0                     | 0                     | 25       | 1      | 7           | 0          |
| F. Di Mariano    | 2                                   | 0                                   | 0                                   | 0                                   | 0            | 0            | 0            | 0            | 2                     | 0                     | 1                     | 0                     | 4        | 0      | 1           | 0          |
| M. Diniz         | 27                                  | 1                                   | 4                                   | 1                                   | 2            | 0            | 1            | 0            | 0                     | 0                     | 0                     | 0                     | 29       | 1      | 5           | 1          |
| O. Dramé         | 2                                   | 0                                   | 0                                   | 0                                   | 0            | 0            | 0            | 0            | 2                     | 1                     | 0                     | 0                     | 4        | 1      | 0           | 0          |
| A. Esposito      | 28                                  | 1                                   | 6                                   | 1                                   | 2            | 0            | 0            | 0            | 1                     | 0                     | 0                     | 0                     | 31       | 1      | 6           | 1          |
| F. Falco         | 29                                  | 2                                   | 0                                   | 0                                   | 2            | 0            | 0            | 0            | 1                     | 1                     | 0                     | 0                     | 32       | 3      | 0           | 0          |
| I. Fatić         | 6                                   | 0                                   | 1                                   | 0                                   | 0            | 0            | 0            | 0            | 1                     | 0                     | 0                     | 0                     | 7        | 0      | 1           | 0          |
| S. Ferrario      | 9                                   | 0                                   | 3                                   | 0                                   | 2            | 0            | 0            | 0            | 2                     | 0                     | 0                     | 0                     | 13       | 0      | 3           | 0          |
| S. Foti          | 18                                  | 8                                   | 7                                   | 1                                   | 0            | 0            | 0            | 0            | 2                     | 1                     | 2                     | 0                     | 20       | 9      | 9           | 1          |
| U. Gabrieli      | 0                                   | -0                                  | 0                                   | 0                                   | 0            | -0           | 0            | 0            | 2                     | -1                    | 0                     | 0                     | 2        | -1     | 0           | 0          |
| G. Giacomazzi    | 26                                  | 5                                   | 5                                   | 1                                   | 2            | 1            | 0            | 0            | 1                     | 0                     | 0                     | 0                     | 29       | 6      | 5           | 1          |
| A. Guastamacchia | 0                                   | 0                                   | 0                                   | 0                                   | 0            | 0            | 0            | 0            | 1                     | 0                     | 0                     | 0                     | 1        | 0      | 0           | 0          |
| Jeda             | 28                                  | 5                                   | 1                                   | 0                                   | 2            | 2            | 0            | 0            | 1                     | 0                     | 0                     | 0                     | 31       | 7      | 1           | 0          |
| S. Kalombo       | 2                                   | 0                                   | 1                                   | 0                                   | 0            | 0            | 0            | 0            | 1                     | 0                     | 0                     | 0                     | 3        | 0      | 1           | 0          |
| M. Legittimo     | 13                                  | 0                                   | 2                                   | 0                                   | 0            | 0            | 0            | 0            | 4                     | 0                     | 1                     | 0                     | 17       | 0      | 3           | 0          |
| G. Malcore       | 9                                   | 0                                   | 2                                   | 0                                   | 0            | 0            | 0            | 0            | 6                     | 2                     | 1                     | 1                     | 15       | 2      | 3           | 1          |
| G. Martínez      | 12                                  | 0                                   | 0                                   | 0                                   | 0            | 0            | 0            | 0            | 0                     | 0                     | 0                     | 0                     | 12       | 0      | 0           | 0          |
| A. Mazzotta      | 0                                   | 0                                   | 0                                   | 0                                   | 2            | 0            | 0            | 0            | 0                     | 0                     | 0                     | 0                     | 2        | 0      | 0           | 0          |
| L. Memushaj      | 31                                  | 3                                   | 5                                   | 0                                   | 2            | 0            | 0            | 0            | 3                     | 2                     | 0                     | 0                     | 36       | 5      | 5           | 0          |
| C. Palumbo       | 2                                   | 0                                   | 0                                   | 0                                   | 0            | 0            | 0            | 0            | 2                     | 0                     | 1                     | 0                     | 4        | 0      | 1           | 0          |
| D. Petrachi      | 1                                   | -0                                  | 0                                   | 0                                   | 0            | -0           | 0            | 0            | 2                     | -3                    | 0                     | 0                     | 3        | -3     | 0           | 0          |
| Piá              | 23                                  | 4                                   | 1                                   | 1                                   | 2            | 0            | 0            | 0            | 1                     | 0                     | 0                     | 0                     | 26       | 4      | 1           | 1          |
| S. Pino          | 0                                   | 0                                   | 0                                   | 0                                   | 0            | 0            | 0            | 0            | 1                     | 0                     | 1                     | 0                     | 1        | 0      | 1           | 0          |
| F. Romeo         | 1                                   | 0                                   | 0                                   | 0                                   | 1            | 0            | 0            | 0            | 0                     | 0                     | 0                     | 0                     | 2        | 0      | 0           | 0          |
| M. Rosafio       | 1                                   | 0                                   | 0                                   | 0                                   | 0            | 0            | 0            | 0            | 5                     | 1                     | 0                     | 0                     | 6        | 1      | 0           | 0          |
| D. Semenzato     | 4                                   | 0                                   | 0                                   | 0                                   | 0            | 0            | 0            | 0            | 1                     | 0                     | 0                     | 1                     | 5        | 0      | 0           | 1          |
| F. Todisco       | 0                                   | 0                                   | 0                                   | 0                                   | 0            | 0            | 0            | 0            | 2                     | 0                     | 0                     | 0                     | 2        | 0      | 0           | 0          |
| G. Tomi          | 19                                  | 0                                   | 9                                   | 1                                   | 0            | 0            | 0            | 0            | 3                     | 0                     | 0                     | 0                     | 22       | 0      | 9           | 1          |
| E. Tundo         | 0                                   | 0                                   | 0                                   | 0                                   | 0            | 0            | 0            | 0            | 4                     | 0                     | 0                     | 0                     | 4        | 0      | 0           | 0          |
| R. Vanin         | 22                                  | 2                                   | 8                                   | 0                                   | 0            | 0            | 0            | 0            | 4                     | 0                     | 1                     | 0                     | 26       | 2      | 9           | 0          |
| G. Vinicius      | 5                                   | 0                                   | 2                                   | 0                                   | 0            | 0            | 0            | 0            | 6                     | 0                     | 1                     | 0                     | 11       | 0      | 3           | 0          |
| G. Zappacosta    | 15                                  | 2                                   | 1                                   | 0                                   | 0            | 0            | 0            | 0            | 5                     | 0                     | 2                     | 0                     | 20       | 2      | 3           | 0          |